# マリアリア
マリアリアは、伊藤真澄とさねよしいさ子の音楽ユニットである。ランティスに所属している。テレビアニメ『ぺとぺとさん』において、さねよしいさ子の主題歌を伊藤真澄が作曲したことにより、伊藤真澄がゲスト参加したさねよしいさ子のライブがきっかけとなって結成される。ユニット名の由来は、伊藤真澄が飼育しているインコ「マリア」と「アリア」である。

## 作品

### アルバム
- ある日神さまに
  - 2006年5月10日発売

1. ある日神さまに
2. レクイエム
3. Ave Maria
4. ベトレヘムまでどれくらい？
5. ナイチンゲール
6. 彼方
  - テレビアニメ『西の善き魔女』エンディング主題歌